# Lijst van bisschoppen van Teramo-Atri
Hieronder volgt een lijst van bisschoppen van Teramo en van Teramo-Atri.
Het bisdom Teramo werd in 1949 samengevoegd met het gebied van het voormalige bisdom Atri tot het bisdom Teramo-Atri.

## Bisschoppen van Teramo
- 601:  Opportuno
- ?:  Bonifatius
- ?:  Lucius Aprutinus
- ?:  Eleuterius
- ?:  Benedictus
- ?:  Gisulfus
- ?:  Deodatus
- ?:  Parmion Interamnensis
- ?:  Eraclius
- 798:  Paolo Petito
- 804:  Johannes I
- 865:  Adalbert
- 844:  Sigismund
- 855:  Geremia
- 874 of 879:  Johannes II
- 887:  Ruggiero I
- ?:  Johannes III
- 948:  Landolf
- 976:  Pietro I
- 990:  Pietro II
- 1000:  Sansone
- 1046:  Suiger
- 1056:  Pietro III
- 1086:  Ugone
- 1100:  Guido I
- 1103:  Uberto
- 1110:  Heilige Berardo
- 1123:  Guido II
- 1170:  Dionisio
- 1174:  Attone I
- 1205:  Sasso
- 1221:  Attone II
- 1229:  Pietro IV
- 1232:  Silvestro
- 1236:  Attone III
- 1251:  Matteo I
- 1256:  Riccardo
- 1260:  Matteo II
- 1267:  Gentile da Solmona
- 1272:  Rainaldo de Barili
- 1282:  Ruggiero II
- 1295:  Francesco
- 1300:  Rainaldo di Acquaviva
- 1317:  Niccolò degli Arcioni
- 1357:  Stefano di Teramo
- 1363:  Pietro de Valle
- 1396:  Corrado de' Melatino
- 1407:  Marino de Tocco
- 1412:  Stephanus van Carrara
- 1427:  Benedetto Guidalotti
- 1429:  Giacomo Cerretani
- 1441:  Mansueto Sforza degli Attendoli
- 1443:  Francesco Monaldeschi
- 1450:  B. Antonio Fatati
- 1463:  Giovanni Antonio Campano
- 1478:  Pietro Minutolo
- 1479:  Francesco de Perez
- 1489:  Giovanni Battista Petrucci
- 1493:  Filippo Porcelli
- 1517:  Camillo Porzj
- 1522:  Francesco Cherigatto
- 1539:  Kardinaal Bartolomeo Guidiccioni
- 1542:  Bernardino Silverii-Piccolomini
- 1545:  Kardinaal Giacomo Savelli
- 1546:  Giacomo Barba
- 1553:  Giacomo Silverii-Piccolomini
- 1582:  Giulio Ricci
- 1592:  Vincenzo da Montesanto
- 1609:  Giambattista Visconti
- 1639:  Girolamo Figini-Oddi
- 1659:  Angelo Mausoni
- 1665:  Filippo Monti
- 1670:  Giuseppe Armenj
- 1693:  Leonardo Cassiani
- 1719:  Giuseppe Riganti
- 1721:  Francesco Maria Tansj
- 1724:  Pietro Agostino Scorza
- 1731:  Tommaso Alessio de' Rossi
- 1749:  Panfilo Antonio Mazzara
- 1766:  Ignazio Andrea Sambiase
- 1777:  Luigi Maria Pirelli
- 1803:  Francesco Antonio Nanni, C.M.
- 1823:  Giuseppe Maria Pezzella
- 1830:  Alessandro Berrettini
- 1850:  Pasquale Taccone
- 1859:  Michele Milella, O.P.
- 1888:  Francesco Trotta
- 1902:  Alessandro Beniamino Zanecchia-Ginnetti, O.C.D.
- 1922:  Settimio Quadraroli
- 1927:  Antonio Micozzi
- 1945:  Gilla Vincenzo Gremigni, M.S.C. (vanaf 1949 bisschop van Terramo-Atri)

## Bisschoppen van Teramo-Atri
- 1952:  Amilcare Stanislao Battistelli, C.P.
- 1967:  Abele Conigli
- 1989:  Antonio Nuzzi
- 2004:  Vincenzo D’Addario
- 2006:  Michele Seccia